# Benny De Schrooder
Benny De Schrooder (Knokke, 23 juli 1980) is een Belgisch voormalig wielrenner. Hij werd in 2004 prof bij Vlaanderen-T Interim.
Zijn vader, Daniël De Schrooder, die vroeger ook nog wielrenner is geweest, baat een fietsenspeciaalzaak uit in Knokke-Heist.

## Belangrijkste overwinningen
2004
Grote Prijs van Lillers

## Resultaten in voornaamste wedstrijden
| Jaar | Amstel Gold Race | Luik-Bast.‑Luik |
| ---- | ---------------- | --------------- |
| 2005 | 128e             | 111e            |
| 2007 |                  | opgave          |

## Ploegen
- 2003-Palmans-Collstrop-MrBookmaker.be (stagiair)
- 2004-Vlaanderen-T Interim
- 2005-Chocolade Jacques-T Interim
- 2006-Chocolade Jacques-Topsport Vlaanderen
- 2007-Chocolade Jacques-Topsport Vlaanderen
- 2008-An Post-M.Donnelly-Grant Thornton-Sean Kelly Team
- 2009-An Post-Sean Kelly Team
- 2010-An Post-Sean Kelly